# Josef Linneweber
Josef Linneweber (* 6. März 1924) ist ein ehemaliger deutscher Fußballspieler, der von 1950 bis 1953 bei Borussia Dortmund 37 Spiele mit 20 Toren in der Oberliga West bestritten hat.

## Laufbahn
Zur Saison 1950/51 wechselte der 26-jährige Amateurspieler Josef Linneweber vom VfL Geseke zu Borussia Dortmund in die Oberliga West. Die Dortmunder hatten in der Saison 1949/50 die Meisterschaft im Westen gewonnen und mit Alfred Preißler, der 24 Tore erzielt hatte, auch den Torschützenkönig der Oberliga gestellt. Da Alfred Preißler und Rudolf Schulz im Sommer 1950 zu Preußen Münster gewechselt waren – in Münster wurde der „Hunderttausend-Mark-Sturm“ geboren – debütierte Linneweber sofort am ersten Spieltag, dem 27. August 1950, beim 2:1-Heimsieg gegen die SpVgg Erkenschwick als Mittelstürmer von Borussia Dortmund in der Oberliga West. Der Neuzugang erzielte beide Dortmunder Treffer. Den Borussen gelang die Titelverteidigung nicht, knapp hinter dem Meister FC Schalke 04 (42:18 Punkte) und Preußen Münster (41:19 Punkte), landete Dortmund mit zwei bzw. einem Punkt Rückstand auf dem dritten Rang. Der Neuzugang hatte 29 Spiele absolviert und dabei beachtliche 18 Tore erzielt. In der Torschützenliste der West-Oberliga landete er damit hinter Hans Kleina (23 Tore; FC Schalke 04) und Hans Müller (20 Tore; Fortuna Düsseldorf) auf dem dritten Platz. Die Sturmformation der Dortmunder lautete in der Saison 1950/51 in der Regel: Werner Erdmann, Edmond Kasperski, Linneweber, Kurt Sahm und Hans Flügel.
Mit den Neuzugängen Alfred Niepieklo und Elwin Schlebrowski zur Runde 1951/52 gingen die Einsätze von Josef Linneweber aber deutlich zurück, er kam in seiner zweiten Saison bei Borussia Dortmund nur noch zu sechs Oberligaspielen mit einem Tor. Am Ende der Saison wurde er von Bundestrainer Sepp Herberger im dritten Länderspiel der neuen Amateurnationalmannschaft am 8. Juni 1952 im Hinblick auf das Fußball-Turnier der Olympischen Sommerspiele 1952 in Helsinki getestet. Die DFB-Mannschaft gewann das letzte Länderspiel vor Helsinki in München mit 2:0 Toren. Der Angriff war mit Matthias Mauritz, Ludwig Hinterstocker, Hans Zeitler, Georg Stollenwerk und Josef Linneweber besetzt. Dem endgültigen Olympiaaufgebot gehörte Linneweber dann nicht an.
Als Borussia Dortmund 1952/53 – Alfred Preißler war wieder aus Münster zurückgekehrt – der erneute Meisterschaftsgewinn in der Oberliga West gelang, kam der Mann aus Geseke nur zu zwei Einsätzen und einem Torerfolg in der Verbandsrunde. Er bestritt die beiden ersten Meisterschaftsspiele am 24. und 31. August 1952 gegen Alemannia Aachen und Preußen Dellbrück – gegen Dellbrück bildete er zusammen mit Schlebrowski und Niepieklo den Innensturm – und musste sich ansonsten mit der Zuschauerrolle begnügen. Im Sommer 1953 war die Laufbahn von Josef Linneweber in der Oberliga West beendet.